# O Último Exorcismo
O Último Exorcismo (no original, The Last Exorcism) é um filme estadunidense de 2010, dirigido por Daniel Stamm. Ele estrela Patrick Fabian, Iris Bahr e Louis Herthum.
O filme estreou nos cinemas brasileiros em 24 de setembro.

## Sinopse
O filme é narrado da pespectiva de um ministro protestante desiludido, que fez exorcismos durante anos e decide participar de um documentário que mostra seu último exorcismo enquanto expõe a farsa que sempre foi. Após receber uma carta de um fazendeiro pedindo para lutar contra uma possessão, ele encontra a filha aflita do homem, e percebe que este exorcismo será diferente de todos os que já executou.

## Lançamento
A campanha publicitária do filme fez uso do Chatroulette numa campanha viral, com uma garota que insinua desabotoar o botão de sua blusa de forma sedutora, quando começa a exibir feições monstruosas. No final, o endereço do site do filme é mostrado.

## Recepção

### Recepção crítica
The Last Exorcism tem recebido críticas positivas dos críticos, ganhando a 72%, classificação "Fresca" na avaliação agregador Rotten Tomatoes baseado em 150 comentários, com o consenso do site trazer "Ele não entrega totalmente a promessa fria de Blair Witch, mas The Last Exorcism oferece um número surpreendente de emoções inteligentes." O filme recebeu um 63 em 100 no Metacritic, indicando "avaliações favoráveis ".

### Bilheteria
The Last Exorcism abriu em # 2 na bilheteria dos EUA no fim de semana de 27 de agosto de 2010, atrás de Takers. Ele arrecadou US$ 20.366.613 a partir de 2.874 cinemas em seus três primeiros dias. The Last Exorcism teve um orçamento de US$ 1,8 milhões. O filme permaneceu entre os cinco primeiros, caindo para o número quatro em seu segundo fim de semana. O filme faturou US$ 41 milhões no mercado interno e US$26.7 milhões estrangeiro, totalizando US$ 67,7 milhões no mundo inteiro.

## Curiosidades
Quase metade do elenco do filme tem o mesmo primeiro nome dos seus personagens, com exceção de Cotton Marcus (Patrick Fabian), Nell Sweetzer (Ashley Bell), Pastor Manley (Tony Bentley), Daniel Moskowitz (Adam Grimes) e outros 5 personagens sem nome e sobrenome.